# Zarzuela del Pinar
Zarzuela del Pinar ist ein Ort und eine Gemeinde (municipio) mit 408 Einwohnern (Stand: 2024) in der zentralspanischen Provinz Segovia in der Autonomen Region Kastilien-León. 

## Lage und Klima
Zarzuela del Pinar liegt in der kastilischen Meseta in ca. 895 m Höhe ungefähr 27 Kilometer (Fahrtstrecke) nordnordwestlich der Provinzhauptstadt Segovia. Das Klima ist gemäßigt bis warm; Regen (ca. 480 mm/Jahr) fällt mit Ausnahme der trockenen Sommermonate übers Jahr verteilt.

## Bevölkerungsentwicklung
| Jahr      | 1970 | 1981 | 1991 | 2001 | 2011 | 2021 |
| Einwohner | 820  | 720  | 639  | 573  | 494  | 421  |

## Sehenswürdigkeiten

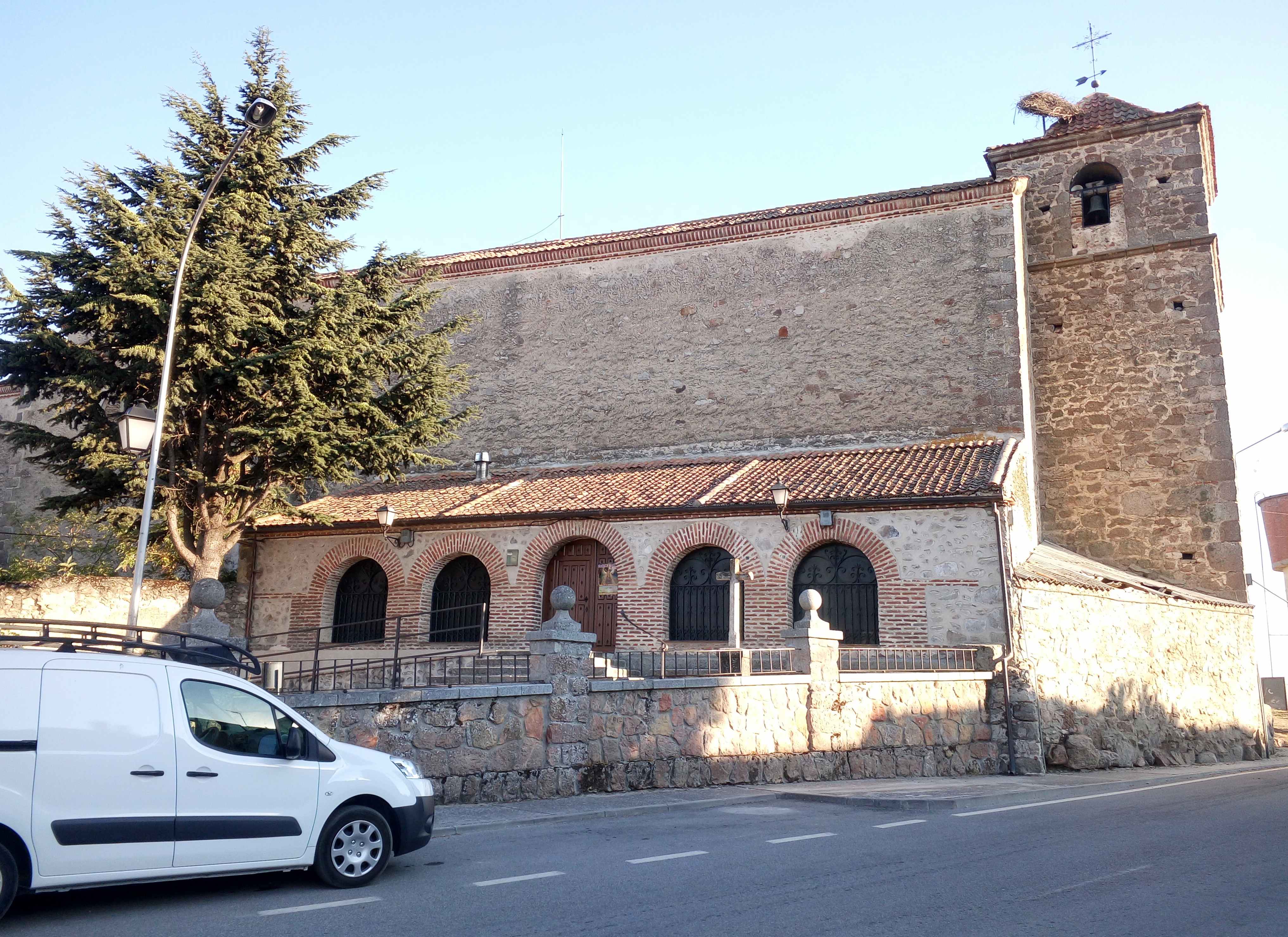
Kreuzkirche
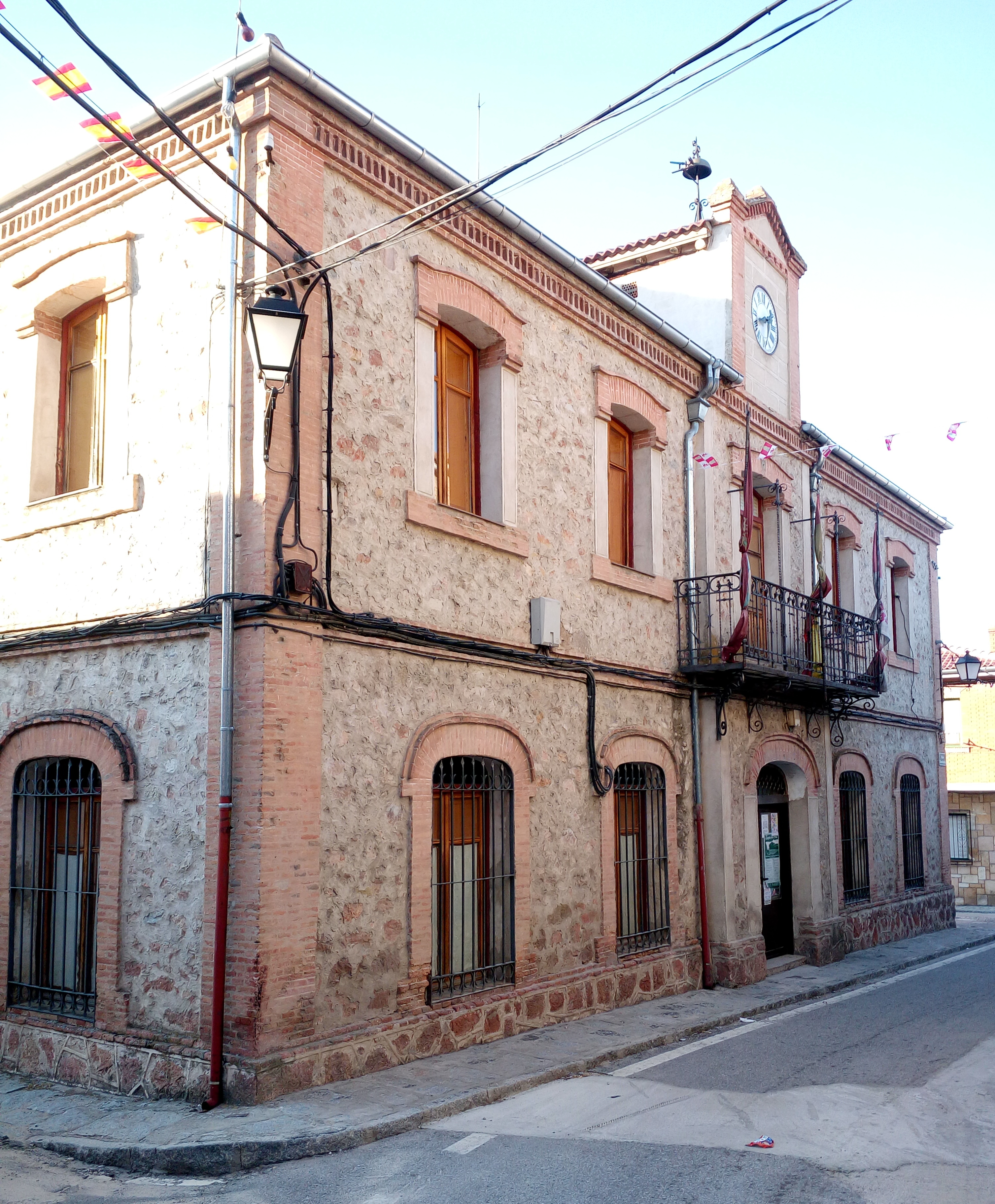
Rathaus

- Christuskapelle
- Kapellenruinen

- Kreuzkirche
- Rathaus